# NGC 3666
NGC 3666 este o galaxie spirală situată în constelația Leul. A fost descoperită în 1784 de către William Herschel. Se află la o distanță de 17,78 megaparseci de Pământ.